# نیمه گمشده (مجموعه تلویزیونی)
نیمه گمشده (انگلیسی: The One) یک مجموعه تلویزیونی علمی تخیلی بریتانیایی است که بر اساس رمانی به همین نام نوشته جان مارس در سال ۲۰۱۶ ساخته شده است. این سریال توسط هاوارد اورمن ساخته شده و در ۱۲ مارس ۲۰۲۱ از نتفلیکس منتشر شد.